# Glädjens stad
Glädjens stad (eng: City of Joy) är en fransk-brittisk dramafilm från 1992 i regi av Roland Joffé. Filmen är baserad på Dominique Lapierres roman med samma namn. I huvudrollerna ses Patrick Swayze, Om Puri och Shabana Azmi.

## Rollista i urval
- Patrick Swayze - Max Lowe
- Om Puri - Hazari Pal
- Pauline Collins - Joan Bethel
- Vishal Slathia - Joey Barton
- Shabana Azmi - Kamla H. Pal
- Ayesha Dharker - Amrita H. Pal
- Santu Chowdhury - Shambu H. Pal
- Imran Badsah Khan - Manooj H. Pal
- Shyamanand Jalan - Mr. Ghatak
- Anjan Dutt - Dr Sunil
- Art Malik - Ashok Ghatak
- Nabil Shaban - Anouar
- Sanjay Pathak - Shoba
- Debatosh Ghosh - Ram Chande
- Sunita Sengupta - Pormina
- Loveleen Mishra - Shanta
- Pavan Malhotra - Ashish